# Adrien Regattin
Adrien Regattin (ur. 22 sierpnia 1991 w Sète) – francuski piłkarz pochodzenia marokańskiego występujący na pozycji pomocnika. Zawodnik klubu Osmanlıspor.

## Kariera klubowa
Regattin karierę rozpoczynał w 2008 roku w zespole FC Sète z Championnat National. W sezonie 2008/2009 rozegrał tam siedem spotkań. W 2009 roku przeszedł do pierwszoligowego klubu Toulouse FC. W Ligue 1 zadebiutował 13 grudnia 2009 roku w przegranym 0:1 pojedynku z Montpellier HSC. 20 sierpnia 2011 roku w zremisowanym 1:1 spotkaniu z OGC Nice strzelił pierwszego gola w Ligue 1. W 2016 przeszedł do Osmanlısporu.
| Sezon   | Klub        | Kraj    | Rozgrywki | Mecze | Bramki | Rozgrywki Europy | Mecze | Bramki |
| ------- | ----------- | ------- | --------- | ----- | ------ | ---------------- | ----- | ------ |
| 2008/09 | FC Sète     | Francja | National  | 7     | 0      | –                | –     | –      |
| 2009/10 | Toulouse FC | Francja | Ligue 1   | 5     | 0      | Liga Europy UEFA | 1     | 0      |
| 2010/11 | Toulouse FC | Francja | Ligue 1   | 3     | 0      | –                | –     | –      |
| 2011/12 | Toulouse FC | Francja | Ligue 1   | 21    | 2      | –                | –     | –      |
| 2012/13 | Toulouse FC | Francja | Ligue 1   | 27    | 3      | –                | –     | –      |
| 2013/14 | Toulouse FC | Francja | Ligue 1   | 20    | 0      | –                | –     | –      |
| 2014/15 | Toulouse FC | Francja | Ligue 1   | 34    | 3      | –                | –     | –      |
| 2015/16 | Toulouse FC | Francja | Ligue 1   | 34    | 1      | –                | –     | –      |

Stan na: koniec sezonu 2015/2016

## Kariera reprezentacyjna
Regattin rozegrał jedno spotkanie w reprezentacji Francji U-19.